# Supersordo
Supersordo fue un grupo de música rock chileno fundado en Santiago en 1991 y activo hasta 1997, que mezcló sonidos de punk y post-hardcore, y que público todos sus trabajos de manera independiente, sin casas discográficas de por medio.
A pesar de lo anterior, la banda es actualmente reconocida como un ícono del rock experimental de la década de 1990, y su primer álbum, Supersórdido, fue elegido en abril de 2008 por la edición chilena de la revista Rolling Stone en el 11º. lugar entre los 50 mejores discos chilenos de todos los tiempos.

## Historia

### Inicios
La banda se formó en el año 1991, siendo destacados desde sus inicios por su experimentación musical variante entre el metal y el hardcore.
Rodrigo Rozas participó como guitarrista en varias bandas de punk rock, como Caos o Anarkia. En la escena conoció a Claudio Fernández, quien había participado en algunas bandas en Italia, Panamá y Chile (Superfetazione, Raptional Scream, Contabini Perubiani).
Miguel Ángel Montenegro, un bajista reconocido en la escenea del thrash metal, siendo miembro de bandas como Necrosis, Armagedon y Fallout, grupo en el que compartió escenario con Anton Reisenegger (líder de Criminal).
De esta forma se formó la banda Matt Monro, con Katafú en guitarra, Comegato en bajo, y Claudio en batería y voz. Sin embargo, a este último le costaba cantar y tocar a la vez, por lo que a mediados del 1991 Jorge Cortés, se unió a la banda, y junto a este la banda se renombró como Supersordo.

### Supersórdido
En abril del 1992, el grupo comenzó la grabación en el estudio "El Rancho" de su primer casete, producido por Supersordo y Archi Frugone.
Su primer álbum, Supersórdido fue distribuido por Toxic Records, y sus primeras presentaciones fueron junto a Fiskales Ad-Hok.
En abril del 2008 por la edición chilena de la revista Rolling Stone en el puesto #11 entre los 50 mejores discos chilenos de todos los tiempos.

### Tzzzzzzzzt
En el año 1995 la banda comenzó a trabajar segundo álbum, con Claudio en las líricas y nuevas influencias musicales, conservando las antiguas. Jorge fue expulsado de la banda por problemas personales y dar un mal desempeño en vivo. En su reemplazo entró Sebastián Levine (ex Electrodomésticos/María Sonora) quién en su estadía grabó junto a la banda las canciones 21 y El niño azul, grabadas en el estudio El Rancho con la idea inicial de hacer un split con los Fiskales, aunque esto no sucedió y fueron agregadas al segundo álbum.
Cortes retornó a la banda después de más de cuatro meses de ausencia, prosiguiendo con las grabaciones en los estudios REC de José Luis Corral. Tzzzzzzt fue lanzado por el sello Inferno Records (extinto actualmente). 
Gozando de éxito en vivo, además de telonear a Fugazi en agosto de 1997. Supersordo llegó al tope de su carrera a mediados de 1997. Durante ese año participaron en el compilado Uno de CFA Records junto a Fiskales Ad-hok, Políticos Muertos, entre varios otros. La banda había trabajado en un par de demos para un tercer álbum para lanzarse con CFA, lo que nunca sucedió.

### Hiato
La banda comenzó a tomar nuevos caminos, Cortés comenzó con un proyecto de rock electrónico llamado Cáncer. Montenegro comenzó la banda de hard rock Yajaira, junto a Samuel Maqueira (ex Jusolis) y Sebastián (Pánico). Fernández se mudó al sur de Chile, Valdivia, participando escasamente con Supersordo. Rozas siguió trabajando con la banda, a pesar de los demás ya tenían otros horizontes, reuniéndose en los estudios CFA a ensayar. Cortés se sentía incómodo con la vinculación punk de la banda, además de la estancia de Claudio en otra ciudad.
Finalmente, el ocaso de Supersordo llegó a finales de 1997, cuando las relaciones de amistad entre algunos integrantes se habían esfumado y la situación se había tornado insostenible. De la separación, nacieron bandas como Cáncer, Yajaira, Niño Símbolo y Agencia Chilena del Espacio.

### Un ruido inmenso de rock
En el 2000, Rubén "Roly" Urzúa (bajista de Fiskales Ad-Hok) y dueño de CFA Records declaró el lanzamiento de un álbum compilatorio de la banda, declarando: Este es un disco que reúne temas de la última etapa, los cuales nunca fueron registrados, y suena increíble. Está dedicado a todos los que fuimos fans de Supersordo, que no somos pocos. 
El álbum Un ruido inmenso de rock fue publicado ese año, que contiene canciones en vivo (junto a temas inéditos) grabados en "La Batuta" en 1997, además de unos demos, contiene ocho canciones y fue publicado por CFA.

## Estilo musical
El estilo de Supersordo toma diversas influencias: punk rock, post-hardcore, hardcore punk, noise rock, shoegaze, no wave, rock clásico, rock psicodélico, y heavy metal; o denominados simplemente rock experimental.
Su primer álbum es inspirado por bandas norteamericanas como Black Flag, Sonic Youth y Melvins, siendo un híbrido de punk y metal. Mientras que Tzzzzzzzt está cargado hacia el noise, post-hardcore y emo, similar a Fugazi, Jawbox, Girls Against Boys, The Jesus Lizard, y Shellac. 
Sobre su estilo, Montenegro declaró: «Nuestras personalidades eran súper diferentes, ya que proveníamos de culturas muy opuestas. A mí me aburrió el thrash y el punk; cuando ibas a los conciertos, todos cantaban las mismas idioteces. En el metal todo era doncellas, caballeros, dragones. Los punks hablaban de la misma mierda: milicos, Iglesia y políticos corruptos... todo era lo mismo».

## Integrantes

### Última formación[1]
- Claudio Fernández – voces (1991-1997), batería (1991)
- Rodrigo "Katafú" Rozas – guitarra, coros (1991-1997)
- Miguel Ángel "Comegato" Montenegro – bajo, coros (1991-1997)
- Jorge Cortés – batería (1992-1995; 1996-1997)

### Miembros anteriores
- Sebastián "Tan" Levine – batería (1995)

## Discografía
| Año  | Lanzamiento              | Sello                                       | Formato           | Notas                                                                       |
| ---- | ------------------------ | ------------------------------------------- | ----------------- | --------------------------------------------------------------------------- |
| 1992 | Supersórdido             | Autolanzado                                 | cassette          | Primer álbum. Relanzado y remasterizado por la banda en 2018 vía streaming. |
| 1995 | Tzzzzzzzt                | Inferno Records                             | cassette          | Segundo álbum. Relanzado en 2024 por Transamericas en 12".                  |
| 1997 | Demo 1997                | Autolanzado                                 | cassette          | Demo                                                                        |
| 2000 | Un ruido inmenso de rock | CFA Records Brutal Recordz Bootboys Records | CD, CDr, cassette | En vivo en "La Batuta".                                                     |
| 2014 | Lluvia de piedras        | Miranada Records Hachazo Records            | 12"               | Compilación.                                                                |
| 2025 | Demonio '97              | Vinilo Garage Ediciones Incendiarias        | 12"               | Remasterización de Demo 1997 y otros temas inéditos.                        |

### Participación en compilados
- "Mi madre" y "Parado para ese día" – Uno (1997, CFA)